# Papierfalten
1. Wickelfaltung
2. Fensterfaltung (Altarfaltung)
3. achtseitige Fensterfaltung
4. Leporello- oder Zickzackfaltung
5. Parallelmittenfaltung
6. Kreuzfaltung

Faltenarten:
- Wickelfaltung
- Fensterfaltung (Altarfaltung)
- achtseitige Fensterfaltung
- Leporello- oder Zickzackfaltung
- Parallelmittenfaltung
- Kreuzfaltung

Papierfalten ist das Zusammenlegen von Papierbogen.
Für das maschinelle Zusammenlegen siehe auch: Falzen (Papiertechnik)

## Zusammenlegen von Schriftstücken

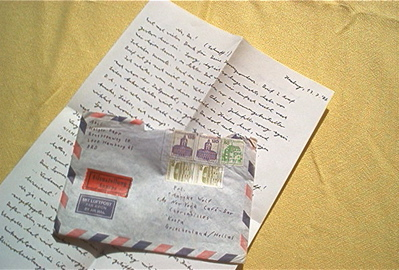
Entfaltetes Papier eines Briefes

Briefpapier im Format DIN A4 wird in der geschäftlichen Korrespondenz zweimal waagrecht gefaltet und in einem DL-Briefumschlag versandt. Wird ein Kuvert mit Adressfenster (links unten) verwendet, so gibt es nach DIN 5008 für die Höhe des Briefkopfs und die daran anschließenden Lage des Adressfelds zwei Varianten (A und B) und entsprechend tiefer liegende zwei Falzmarken. Die obere liegt demnach 87 bzw. 105 mm vom oberen Papierrand entfernt, die untere 105 mm tiefer. Es kann zuerst das untere (ungefähre) Drittel des Briefs nach vorne und oben und dann die doppelte Lage gegenüber dem oberen Drittel nach hinten gefalzt werden, wodurch eine zick-zack-förmiger Faltung entsteht und der Briefkopf sichtbar bleibt.
Liegen die Positionen an den Falzmarken, so hat der gefaltete Brief noch 105 mm Höhe (wie eine Postkarte), um das Kuvert ausreichend auszufüllen, sich darin nur wenig verschieben zu können und kommt so das Adressfeld dabei lesbar innerhalb des Kuvertfensters zu liegen. Auch ist gewährleistet, dass den Bereich der Ordnerlochung (d = 6 mm in 80 mm Mittenabstand) kein Falz durchläuft, was deren Mass stabil hält.  
Diese – von links betrachtet – „Z“-Faltung liegt wiedergeöffnet gut am Tisch und hält dabei mehrseitige Schreiben gut zusammen.
Die Alternative Wickelfalz – von rechts gesehen ein „C“ – kann zwar so etwas wie einen Geldschein sicherer umhüllen, sperrt jedoch etwas, wenn mehrere Blätter gemeinsam gefaltet werden und liegt dadurch weniger flach.
Nach einem mittigen Falz quer passt ein A4-Brief in einen C5-Umschlag, per Kreuzfalz in ein kleineres C6-Kuvert. Bevor Briefe mit hohem Tempo maschinell sortiert wurden, konnten diese Faltungen – nur die mittlere der drei offenen Kanten mit der Lasche eines Adressetiketts verklebt – bis um 1990 noch umschlaglos und damit äußert kostengünstig versandt werden – relevant etwa für kleine Massensendungen von Vereinen.
Von normal dickem Papier (etwa 80 g/m2) können bis zu drei Blätter (A4) gut gemeinsam kreuzgefalzt werden, vom viel dünneren Luftpost-Papier entsprechend mehr. Dünnes Papier braucht eher eine feste Tischoberfläche zum Falten. Normalpapier kann besonders gut freihand, also in der Luft und zwischen den Kuppen von Daumen und Zeige- oder Mittelfinger gefaltet werden, indem zuerst der Längsfalz (das Schriftbild nach innen kehrend) gestrichen und dieser dann halbiert wird, um den kürzeren Querfalz zu fertigen. Der im wieder geöffneten Zustand durchgehende Längsfalz versteift dann einen Brief auch besser, wenn dieser frei seitlich mit einer Hand gehalten wird.
Um ein ungefaltenes Blatt stabil frei zu halten, bilden typisch die mittleren drei Finger eine kegelige Mulde unter dem linken unteren Eck des Blatts aus, egal ob als Hoch- oder Querformat orientiert, und drückt der Daumen eine Welle in die Fläche ein, die sich verbreiternd, diagonal nach rechts oben läuft und das Blatt effizient versteift. Man trachtet dabei danach, wie beim Umblättern eines Buchs keine örtlichen Knicke, also keine Spuren von Falz zu hinterlassen. Die Biegeweichheit und Falzfreundlichkeit von Papier ist längs der Faserrichtung, üblicherweise längs zum Blatt, größer.
In vielen Schulen der Vereinigten Staaten wird ähnlich großes Papier einmal längs gefaltet, wenn es abgegeben wird. Damit werden mehrere Blätter eines Schüler gebündelt und, wenn die Schriftseite nach innen gekehrt wird, eine gewisse Vertraulichkeit und Abschreibsicherheit hergestellt.

## Zeichnungen, Druckwerke

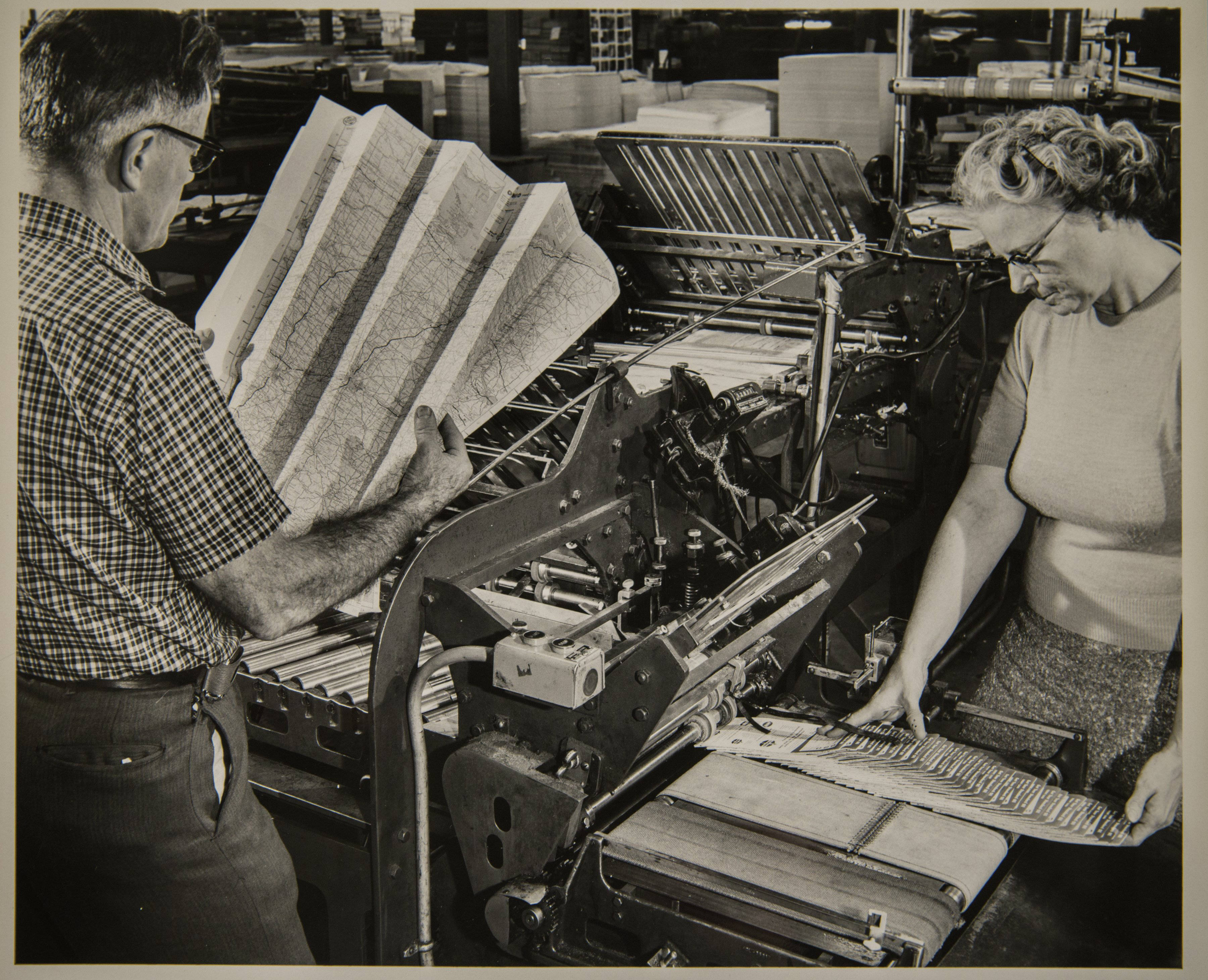
Faltmaschine für Landkarten

Das korrekte Falten technischer Zeichnungen ist in der DIN 824 geregelt. So können auch großflächige Papiere herausklappbar in Ordnern abgelegt werden, ohne dass die Lochungen durch Zeicheninhalte laufen.
Aus der Bildung von längeren Schriftwerken und Sammelwerken auch durch Faltung hat sich die Buchbinderei entwickelt.
Tageszeitungen werden bis heute meist nicht gebunden, sondern ebenfalls nur gefaltet ausgeliefert (siehe Zeitungsformat). Dabei kann auch ein Falz-Teil in einem gehefteten Teil liegen (Sonntags-Kronenzeitung in buntem Hochglanz-Journal) oder umgekehrt (Kleine Zeitung, sonntags). Großformatige Zeitungen weisen typisch einen Kreuzfalz auf und sind ab einer gewissen Blattzahl in mehrere Bücher geteilt, auch um den Falz zu verbessern.
Die Leporello- und Querfalze von großen Landkarten sowie der kleinen Z-card versteifen diese am besten, wenn sie nicht völlig auseinandergefaltet werden.

## Spiel, Basteln und Kunst

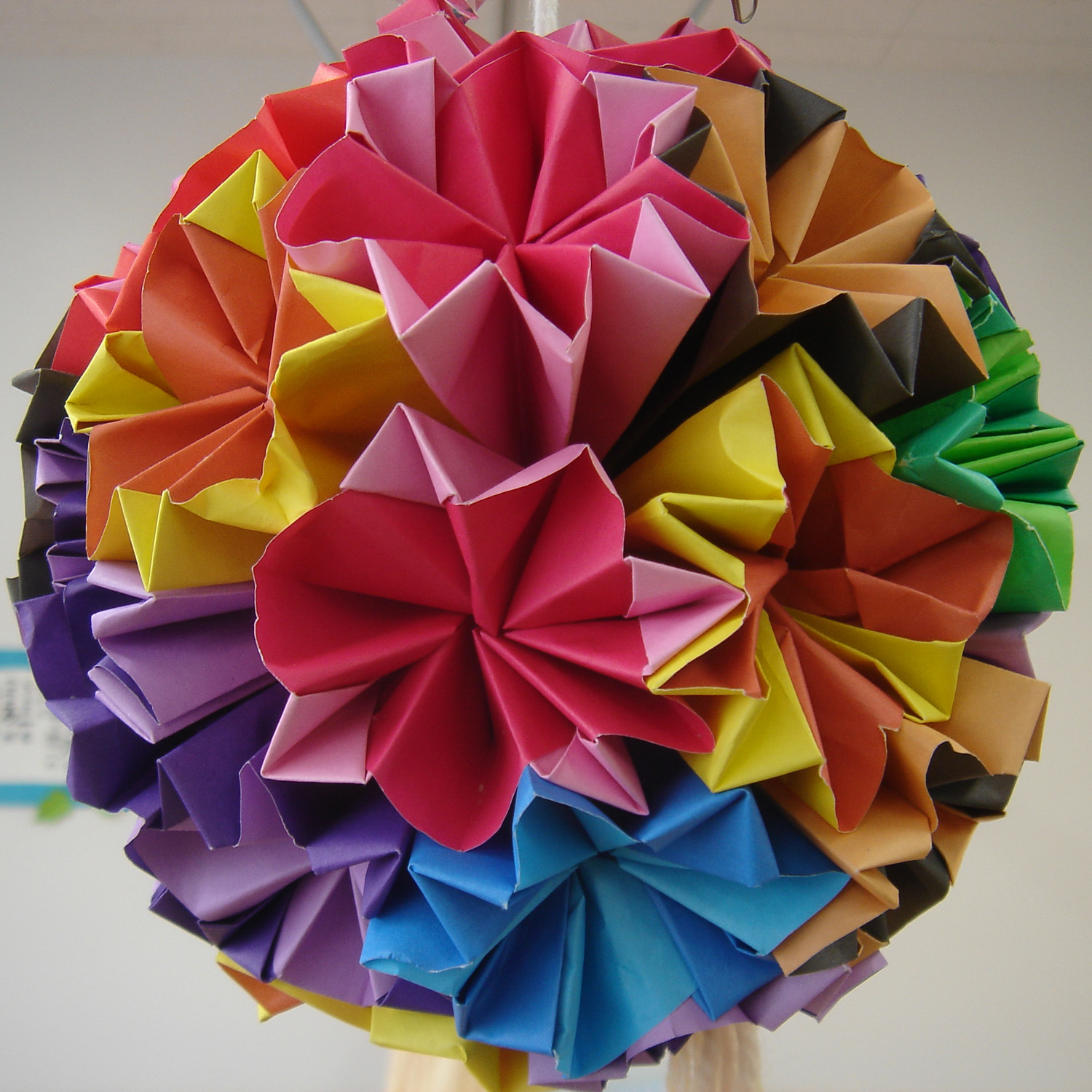
Origami-Produkt

Falten findet sich vielfältig als Freizeitbeschäftigung, wie das Falten von Papierblumen oder Papierschlangen. Eine Art der besonders kunstvollen Papierfaltung ist das Origami, das aus Japan stammt. Medium der Papierkunst ist etwa die Biennale PaperArt in Düren, Nordrhein-Westfalen.
Verwandt mit dem Papierfalten ist auch das Serviettenfalten.
Die wohl bekannteste Anwendung des Papierfaltens ist aber der Papierflieger, wie er sich weltweit unter Kindern findet, zahllose Varianten ausbildet, es aber auch zu einer Weltmeisterschaft gebracht hat. 
Papierfalten, Schere und allfällig Kleber – in Origami und Fliegerbau verpönt – ergeben Hobbys wie die Papierbastelbögen, bei denen ausgeschnittene und gefaltete Teile zu Bauwerken oder Fahrzeugen modelliert werden. Das Papierbrückenbauen ist auch wissenschaftliches Untersuchungsgebiet der Baustatik geworden. Ein heute selten gewordenes Spielzeug war die Papier-Anziehpuppe.
Zu den Faltspielen gehören etwa Himmel und Hölle.

## Mathematische Aspekte und Denkspiele

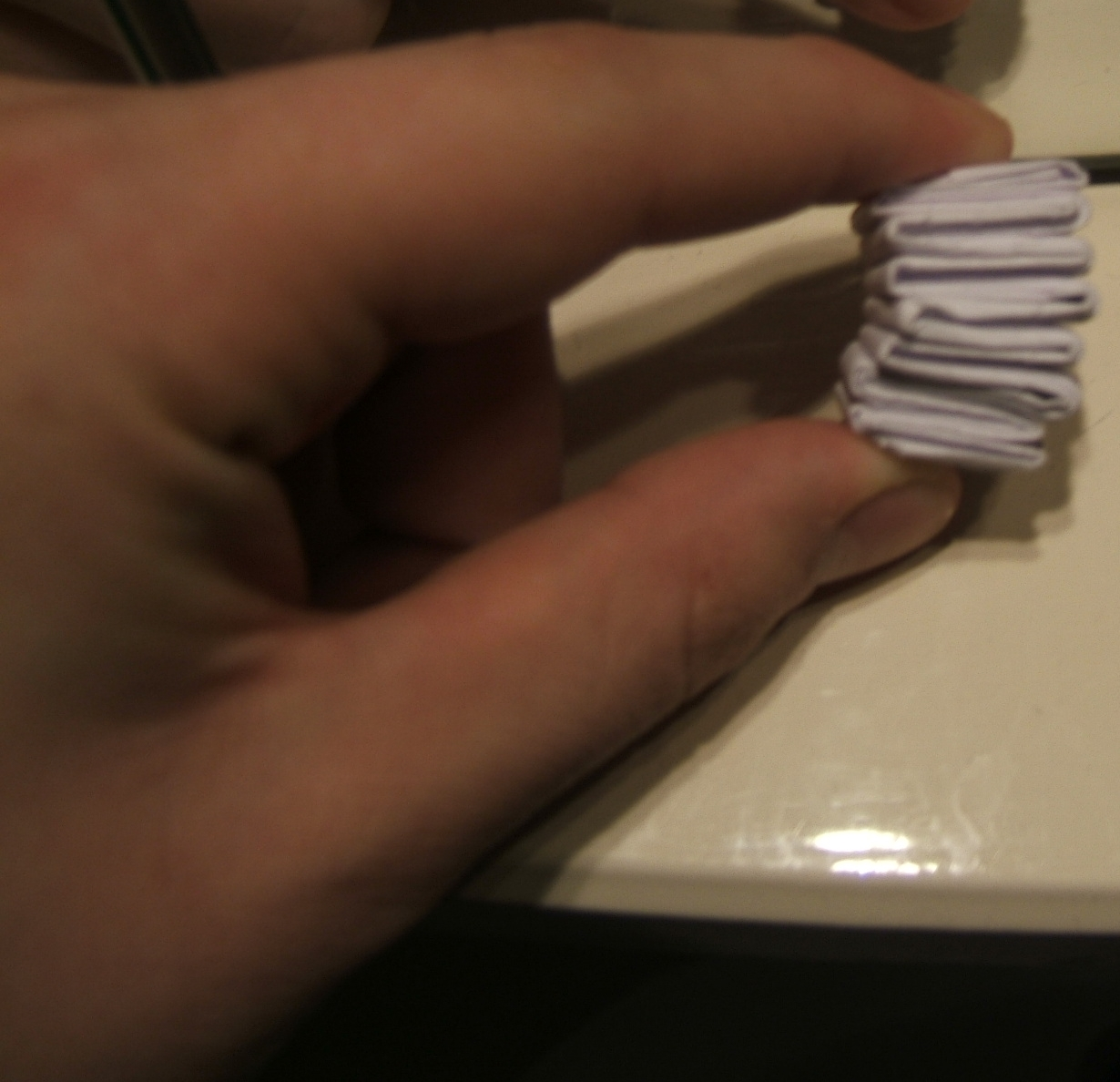
In 256 Schichten (acht Halbierungen) treppenförmig gefaltetes DIN-A4-Blatt, ca. 2,5 cm hoch.

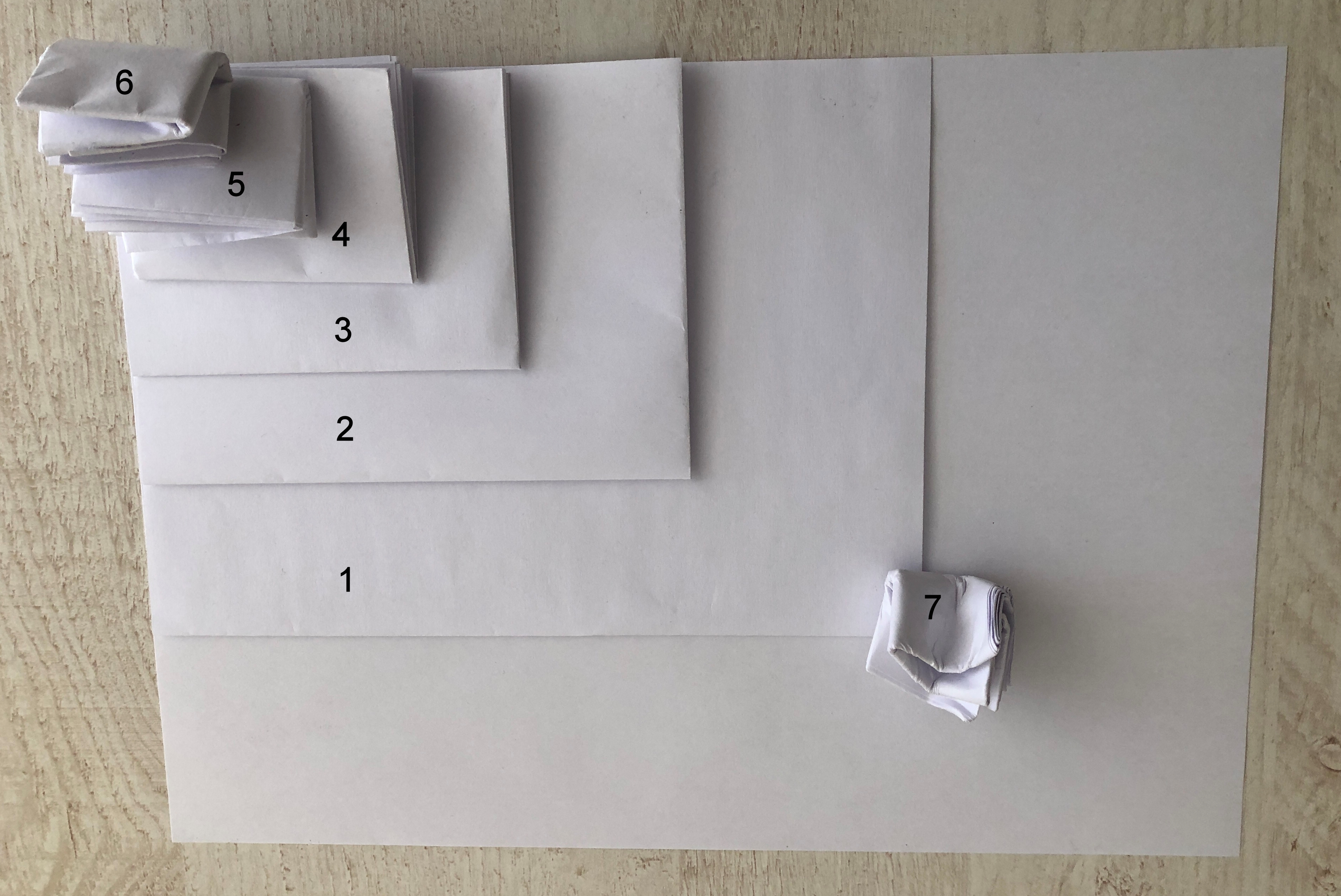
Sieben Faltungen von DIN-A4-Bögen im Vergleich. Die 7. Faltung behält nicht mehr ihre Form

Eine häufig vertretene These besagt, dass es unmöglich sei, ein Stück Papier beliebiger Größe mehr als siebenmal in der Mitte zu falten. Diese Aussage ist in dieser allgemeinen Form nicht korrekt, denn die maximale Anzahl an Faltungen hängt im Allgemeinen von der Dicke und Länge des verwendeten Papieres und der aufwendbaren Faltkraft ab, wie auch davon, ob man immer parallel, oder über Kant faltet. Dies erklärt sich dadurch, dass die Dicke des gefalteten Papiers exponentiell zunimmt, und somit auch die Kraft, die für eine weitere Faltung nötig ist. Zudem verbrauchen die Faltkanten mit steigender Dicke immer mehr Papier, weswegen das verwendete Papier eine Mindestlänge haben muss.
Beispiel: Wird ein Blatt Papier siebenmal gefaltet, so besteht es anschließend bereits aus 27 = 128 Lagen. Handelsübliches Druckpapier mit einer Dicke von d = 0,1 mm wäre dann bereits 12,8 mm dick. Die minimale Länge des Papiers nach der n-ten Faltung berechnet sich nun nach der Formel (für Faltung in eine Richtung)
{\displaystyle L(n)={\tfrac {\pi }{6}}\cdot d\cdot \left(2^{n}+4\right)\cdot \left(2^{n}-1\right)}
zu L(7) = 877,8 mm. Hierzu brauchte man also bereits einen Papierbogen des Formats DIN A0.
Die Abschätzung wurde 2002 von der High-School-Schülerin Britney Gallian (* 1985) angestellt, die auch eine zwölfmalige Faltung mit einem speziellen Toilettenpapier demonstrierte.
2023 bewiesen Inna Zakharevich von der Cornell University und Thomas Hull vom Franklin & Marshall College mathematisch, dass Papierfalten Turing-vollständig ist.
Auch zahlreiche Denkspiele und Rätsel sind auf Faltungsproblemen aufgebaut.